# خبز البيدا
البيدا هي كلمة فارسية تعني «الفطير» وهو نوع من الخبز المستدير بأحجام مختلفة  يحضّر غالباً خلال شهر رمضان المبارك في المطبخ التركي. تقديم خبز البيدا خلال هذا الشهر المبارك هو من أشهر التقاليد التي يحبّها الأتراك.
يحضّر عادةً هذا الخبز من الدقيق، الحليب، الخميرة، الملح، السكر، زيت الزيتون واللبن الزبادي. يمسح وجه الأرغفة بخليط صفار البيض، السمسم، حبة البركة والنسكافيه.